# 朱友文
朱 友文（しゅ ゆうぶん、? - 912年）は、後梁の太祖朱全忠の仮子。字は徳明。威風凛々とした風貌の持ち主で、学問を好み、よく議論し、詩に長けていたと伝わる。

## 生涯
もとの姓は康で、名は勤。その才能を朱全忠に認められて、仮子とされた。後に博王に封じられる。908年には、東京留守に任じられる。
912年、妻の王氏が美貌で、朱全忠の寵愛も深く彼女と関係を持っていたため、その後継者としての有力視されていたが、これを不満に思った朱全忠の実子の郢王朱友珪が朱全忠を殺害した。やがて、朱友文も難に巻き込まれ妻子共々に殺害され、朱全忠殺害の冤罪を着せられ、庶人に陥された。
朱友貞が末帝として即位すると、改めて官爵を復された。

## 史料

### 旧五代史
『旧五代史』（梁書巻十二 宗室列伝）の記述。
博王友文，本姓康，名勤，太祖養以為子，受禅後封為王。為東京留守，嗜酒，頗怠於為政。友珪弑逆，並殺友文。末帝即位，尽復官爵。

### 新五代史
『新五代史』（巻十三 梁家人伝）の記述。
博王友文字徳明，本姓康名勤。幼美風姿，好学，善談論，頗能為詩，太祖養以為子。